# Департамент внутрішньої безпеки Національної поліції України
Департамент внутрішньої безпеки Національної поліції України (ДВБ) — міжрегіональний територіальний підрозділ у складі кримінальної поліції Національної поліції України, який здійснює свою діяльність у напрямі дотримання внутрішньої безпеки у Національній поліції України. 
Основні завдання — виявлення осіб, що можуть втягувати правоохоронців у злочинну чи корупційну діяльність, намагаються дискредитувати Національну поліцію України, загрожують своїми діями працівникам поліції та їхнім рідним. Аналіз дотримання законності в діяльності підрозділів системи МВС.  
ДВБ здійснює комплекс правових, організаційних та практичних заходів, спрямованих на виявлення, запобігання, попередження та припинення фактів порушення поліцейськими, державними службовцями та іншими працівниками Національної поліції України вимог законодавства України при виконанні службових обов’язків, фактів протиправного перешкоджання службовим особам поліції під час виконання покладених на них завдань та повноважень, а також виявлення та усунення інших чинників, які негативно впливають на діяльність поліції.

## Історія
11 листопада 2015 року у складі кримінальної поліції Національної поліції України було створено Департамент внутрішньої безпеки.
31 липня 2019 року було затверджено Положення про Департамент внутрішньої безпеки Національної поліції України.
Результатом восьми років кропіткої роботи Департаменту внутрішньої безпеки Нацполіції стало те, що у 2022 році під час повномаштабного вторгнення збройних формувань РФ в Україну у відомстві нарахували не більше декількох сотень зрадників в понад 130-тисячному колективі Національної поліції України. Правоохоронців, які після наказу керівництва не виїхали з окупованих територій, звільнили з Нацполіції. Тих, хто зміг вийти з окупації, ретельно перевірили з використанням поліграфу.

## Завдання
Організація заходів для забезпечення державного захисту особового складу структурних підрозділів Національної поліції України від порушень та зазіхань на їхнє життя та здоров'я у зв'язку з виконанням службових обов'язків. Захист системи Міністерства внутрішніх справ для забезпечення його стабільного функціонування та захисту від загроз цілісності. Проведення оперативно-профілактичних заходів для запобігання випадків зради інтересів служби та інших порушень серед працівників Міністерства внутрішніх справ. Виявлення та запобігання зловживань службовим становищем, корупційних дій та інших правопорушень. Запобігання проникненню до структурних підрозділів осіб зі злочинними намірами, а також протидія спробам участі працівників у протиправній діяльності. 
Ефективне очищення системи від поліцейських, які перевищують своє службове становище, можливе лише завдяки внутрішній безпеці Національної поліції.  
Виявлення фактів втягнення поліцейських, державних службовців та інших працівників поліції у злочинну діяльність, здійснення профілактичних заходів стосовно них, а за наявності достатніх законних підстав документування вказаних протиправних дій.  
Здійснення в межах компетенції організаційних та практичних заходів щодо реалізації та дотримання вимог антикорупційного законодавства України.  
Запобігання, виявлення, попередження і припинення фактів здійснення (або фактів сприяння, підбурювання чи терпимого ставлення) поліцейськими будь-яких форм катування, жорстокого, нелюдського або такого, що принижує гідність, поводження чи покарання.
Здійснення в межах компетенції заходів щодо запобігання та припинення фактів вчинення поліцейськими, державними службовцями та іншими працівниками поліції дій з надання будь-яких привілеїв або встановлення обмежень за ознаками раси, кольору шкіри, політичних, релігійних та інших переконань, статі, етнічного та соціального походження, майнового стану, місця проживання, за мовною або іншими ознаками .
Проведення профілактичної та роз’яснювальної роботи в Національній поліції України щодо запобігання та попередження фактів вчинення її працівниками кримінальних, корупційних та пов’язаних з корупцією правопорушень, а також виконання інших завдань, покладених на ДВБ.

## Робота під час широкомасштабного вторгнення
З початком повномасштабного вторгнення Росії на територію України підрозділу довелося адаптуватися до нових реалій – несення служби на блок-постах, викриття поплічників ворога, проведення стабілізаційних заходів. Окрім того, оперативники ДВБ НПУ з першого дня війни проводять роботу з виявлення та притягнення до відповідальності осіб, які перейшли на бік країни-агресора для добровільного несення служби у незаконних правоохоронних відомствах окупаційної влади.
З 24 лютого 2022 року за матеріалами внутрішньої безпеки поліції органами досудового розслідування порушено майже 500 кримінальних проваджень, зібрано докази протиправної діяльності та повідомлено про підозру за фактами державної зради та колабораційної діяльності більше ніж 370 особам.

З початку повномасштабного вторгнення росії в Україну за матеріалами внутрішньої безпеки було розпочато 538 кримінальних проваджень за фактами державної зради та колабораційної діяльності, у ході супроводження яких 420 особам повідомлено про підозру. Крім цього, працівники ДВБ НПУ брали участь у проведені стабілізаційних заходів для виявлення поплічників ворога, які намагаються потрапити на підконтрольну Україні територію для здійснення підривної діяльності. В рамках заходів перевірено понад 7000 осіб, з них майже 2000 — із застосуванням поліграфа .
«Вітаючи вас, говорячи про вашу місію, не можна не згадати, що всі функції поліції за цей час дуже змінилися, змінилися й функції ДВБ. Уперше в своїй історії підрозділи ДВБ стояли на блок-постах, допомагали в евакуації, мали таке величезне навантаження з виявлення колаборантів. ДВБ, як і вся Нацполіція, достойно показали себе у цей дуже непростий час», – сказав міністр внутрішніх справ Денис Монастирський у своєму привітанні до 30-річчя створення і діяльності ДВБ .

## Діяльність

### 2019
5 вересня 2019 року – В Нікополі внутрішньою безпекою НПУ викрито кримінальне угрупування «Біле братство», на рахунку якого низка особливо тяжких злочинів .
19 вересня 2019 року – На Полтавщині правоохоронці затримали лідера та учасників етнічної злочинної організації. Працівники Департаменту внутрішньої безпеки Національної поліції України встановили злочинне угрупування, яке займалося вчиненням тяжких та особливо тяжких злочинів на території України та за її межами. «На чолі» злочинної організації стояв уродженець Республіки Грузія, на той момент мешканець Києва.
25 вересня – На Закарпатті затримано організатора та виконавця замаху на вбивство посадовця поліції. Завдяки принциповій позиції ГПУ – процесуального керівника - Департамент внутрішньої безпеки Національної поліції України, провівши комплекс оперативно-розшукових заходів, попри опір і саботаж правоохоронних органів Закарпаття, встановив усіх причетних до замаху на вбивство офіцера поліції . 
2 жовтня 2019 року – Внутрішня безпека поліції затримала в Одесі раніше видвореного злодія в законі на прізвисько «Тенго Гальський» або «Тенго Пітерський», який тричі незаконно перетинав кордон України, намагаючись налагодити свої злочинні зв’язки на території України та поширити свій вплив . 
11 квітня 2019 року  – Оперативники ДВБ, Головне слідче управління Національної поліції України, під процесуальним керівництвом ГПУ, припинили діяльність потужної злочинної організації, яка займалася виготовленням та розповсюдженням особливо небезпечних, важких наркотиків на території 13 областей України. За попередніми підрахунками щомісячний обіг кримінального товару складав 10 мільйонів гривень. Силами оперативних, слідчих та спеціальних підрозділів НПУ, за підтримки Державної прикордонної служби України, наркодилерів та їхнього лідера затримано . 

### 2020
29 жовтня 2020 року – На Рівненщині правоохоронці вручили підозру особам, які запропонували мільйон доларів хабаря начальнику одного з департаментів Нацполіції. 
6 листопада 2020 року – В столиці правоохоронці затримали організаторку масштабної нарколабораторії, яка за 85 000 доларів США намагалася відкупитися від відповідальності .  
12 листопада 2020 року – В Києві внутрішня безпека Нацполіції затримала зловмисника, який погрожував правоохоронцю вбивством. Уродженець Горлівки, що на Донеччині, конфлікт на дорозі вирішив нанесенням тяжких тілесних ушкоджень опонентові, і через проблеми в особистому житті пригрозив розправою колишній співмешканці. Коли на його шляху став працівник поліції – пообіцяв розстріляти правоохоронця. 
2 грудня 2020 року – Внутрішня безпека поліції викрила діяльність групи харків’ян, які збували наркотики. Зловмисники розповсюджували особливо небезпечну психотропну речовину – PVP-сіль. Серед дилерів виявився колишній співробітник поліції . 

### 2021
5 липня 2021 року – Правоохоронці ДВБ встановили групу аферистів, яка шахрайським шляхом заволоділа житлом, що належало самотньому літньому киянину. У «спадщину» зловмисникам дісталося муміфіковане тіло власника квартири, яке вони збиралися піддати кремації . 
9 липня 2021 року – Викрито колекторів, які займалися вимаганням, погрожуючи особам насильством та розповсюдженням підроблених порнографічних фото .  
16 квітня 2021 року – Працівники Департаменту внутрішньої безпеки НПУ, за підтримки керівництва Нацполіції, встановили причетність колишнього начальника Департаменту вибухотехнічної служби до злочинної діяльності . 
22 квітня 2021 року – На Харківщині правоохоронці провели спецоперацію для затримання банди «чорних ріелторів». Учасники злочинної організації знаходили серед мешканців Харківської області одиноких або малозахищених осіб, позбавляли їх волі, здійснювали незаконне заволодіння їхнім нерухомим майном на підставі підроблених документів, а потім ліквідовували своїх жертв. Працівники внутрішньої безпеки, детективи слідчого управління поліції та прокуратури Харківської області вручили підозри вісьмом фігурантам. 
21 травня 2021 року –  Колишніх та діючих поліцейських Львівщини викрито на збуті наркотиків та фальсифікації злочинів. Оперативники внутрішньої безпеки НПУ та Служби безпеки України встановили причетність заступника начальника одного з відділів Львівського районного управління поліції та кількох його підлеглих, а також колишніх підлеглих, до збуту наркотичних засобів та притягненні до відповідальності завідомо невинних осіб, шляхом фальсифікації доказів обвинувачення .  
23 вересня 2021 року – В столиці затримали групу псевдополіцейських. Фігуранти орудували у Києві під виглядом водіїв служби таксі та здійснювали кур’єрські доставки. Отримувачів замовлення звинувачували у торгівлі наркотиками і вимагали гроші. При цьому – представлялися працівниками поліції і погрожували кримінальною відповідальністю . 
23 листопада 2021 року – На Дніпропетровщині внутрішня безпека Нацполіції та ДБР викрили наркосиндикат під «прикриттям» колишніх та діючих поліцейських. Злочинна організація виготовляла та розповсюджувала наркотики на території Дніпропетровської області з відома окремих поліцейських, зокрема керівної ланки. Крім того, одному з посадовців поліції було інкриміновано катування осіб .  

### 2022
29 січня 2022 року – Правоохоронці Донецької, Житомирської, Київської та Кіровоградської областей встановили та припинили діяльність кількох злочинних груп, учасники яких займалися виготовленням, пересиланням та збутом наркотиків. Одного з фігурантів затримано на спробі підкупу поліцейського за непритягнення до відповідальності за кримінальний бізнес .  
8 грудня 2022 року – Працювали у паспортному столі та кадрах незаконного правоохоронного органу. Трьох мешканок Херсонщини працівники внутрішньої безпеки поліції, Служби безпеки України та Офісу Генерального прокурора обґрунтовано підозрюють у колабораційній діяльності .  
22 грудня 2022 року – Служив у «народній міліції»: на Харківщині за роботу на ворога затримано колишнього поліцейського .   
17 жовтня 2022 року – На Вінниччині затримали чоловіка за замах на життя поліцейського. Фігурант кримінального провадження поклав на капот машини правоохоронця пакет із саморобним вибуховим пристроєм, який здетонував, коли він оглядав «знахідку». Після вибуху капітан поліції отримав серйозні травми. Завдяки злагодженій роботі працівників кількох підрозділів поліції Вінниччини зловмисника затримали .   
5 квітня 2022 року - Раніше судимий за вбивство заради наживи спланував злочинний напад на оселю свого знайомого. Оперативники поліції спрацювали на випередження і затримали зловмисника .   
30 травня 2022 року - Мешканцю Харківщини вручено підозру у замаху на вбивство поліцейського. Кілька років тому невідомі стріляли у начальника одного з відділів  Департаменту карного розшуку поліції. Правоохоронець після вогнепальних поранень дивом вижив. Працівники внутрішньої безпеки Нацполіції та слідчі поліції Харківщини в результаті кропіткої роботи встановили винуватця тяжкого злочину .   
10 серпня 2022 року – На Дніпропетровщині за спробу підкупу посадовця поліції та збут наркотиків затримано наркодилерів. В Дніпропетровській області лідер злочинної групи, яка здійснювала оборудки з наркотиками, намагався домовитись з начальником одного з відділень поліції про невтручання у його кримінальний бізнес. Зловмисник пообіцяв поліцейському платити щомісячну «данину» - 60 000 гривень .    

### 2023
4 вересня 2023 року – Український парк бойових вертольотів вже найближчим часом поповниться за рахунок «трофейного» Мі-8 АМТШ. Операція, завдяки якій вдалося отримати цей борт, найкращий приклад плідної співпраці Головного управління розвідки та Національної поліції (Департамент внутрішньої безпеки) .
13 жовтня 2023 року – Внутрішня безпека поліції встановила колишнього офіцера-розвідника, який працював на РФ. Колишній військовослужбовець допомагав країні-агресору впроваджувати російські наративи та проводив підривну діяльність проти України .
8 вересня 2023 року  – на Сумщині затримано росіянку, яка вербувала українців та корегувала ракетні обстріли росіян по об’єктах інфраструктури. Працівники ДВБ Нацполіції викрили жінку, громадянку Росії, яка за вказівкою кураторів з головного управління генштабу збройних сил росії намагалася організувати власну мережу агентів та передавала спецслужбам рф координати розміщення українських військ.
21 вересня 2023 року – Оголошено двом колишнім посадовцям Державної міграційної служби та їх спільнику про підозру. Двоє експосадовців Державної міграційної служби та бізнесмен – громадянин росії – заволоділи бюджетними коштами, виділеними на облаштування головного офісу відомства. Оперативники ДВБ Нацполіції зібрали доказову базу та оголосили про підозру учасникам корупційної схеми.
14 липня 2023 року – У Львові оперативники ДВБ Нацполіції заблокували транснаціональний канал збуту кокаїну. Учасники наркоугруповання нелегально привозили в Україну еквадорський кокаїн із країн Європи та розповсюджували його через перевірених дилерів оптовими партіями. Працівники ДВБ НПУ, затримали одного з учасників групи – колишнього поліцейського, під час отримання 135 000 доларів США в обмін на понад 3 кілограми наркотику .

## Символіка
Має форму щита, темного кольору. Уздовж герба обрамлення світло-сірого кольору. В центрі шеврона розташована фігура сірого кольору Юрія Змієборця на коні, яка є символом перемоги добра над злом. 

## Проєкти

### ДВБ. Чат-бот
Чат-бот ДВБ — було створено в 2022-ому році. Завдяки інструменту можна передати інформацію про можливих колаборантів, зрадників та інших порушників Закону до Департаменту внутрішньої безпеки Національної поліції. Окрім того, до чат-боту можна надіслати інформацію щодо протиправних дій з боку співробітників Національної поліції, Державної міграційної служби, ДСНС чи сервісного центру МВС. За рік функціонування чат-боту ДВБ отримано майже 20 000 повідомлень від громадян . 

### Документальний фільм "Поліцейські з ДВБ"
З нагоди ювілею був створений документальний фільм, що розповідає про становлення й досвід ДВБ, накопичений упродовж трьох десятиліть, та про роботу в умовах війни, коли трансформувався функціонал працівників підрозділу.  